# Molophilus ampliatus
Molophilus ampliatus là một loài ruồi trong họ Limoniidae. Chúng phân bố ở miền Australasia.